# Jennifer Braun

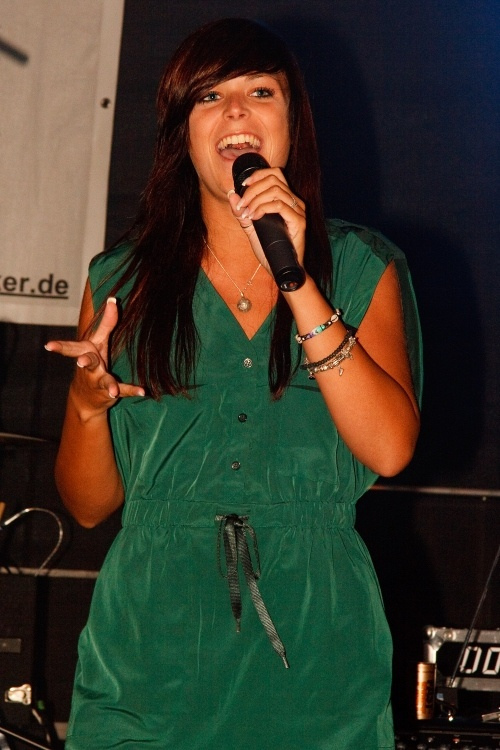
Jennifer Braun

Jennifer Braun (* 28. April 1991 in Rüdesheim am Rhein) ist eine deutsche Pop- und Rocksängerin und Moderatorin, die als Finalistin der deutschen Vorentscheidung zum Eurovision Song Contest 2010 bekannt wurde.

## Biografie
Die Tochter einer Verkäuferin und eines Industrieverwerters lebt in Eltville am Rhein und besuchte die private Obermayr-Schule in Wiesbaden-Erbenheim, an der sie 2012 die Hochschulreife erlangte. Bis Anfang 2010 hatte sie ihre größten Auftritte mit ihrer Band Rewind auf Stadtfesten und dem Weinfest in Wiesbaden.
Als Solosängerin hatte sie zuvor bei der siebten Staffel von Deutschland sucht den Superstar teilgenommen, musste die Qualifikation aber in der ersten Recall-Runde verlassen.

### Unser Star für Oslo

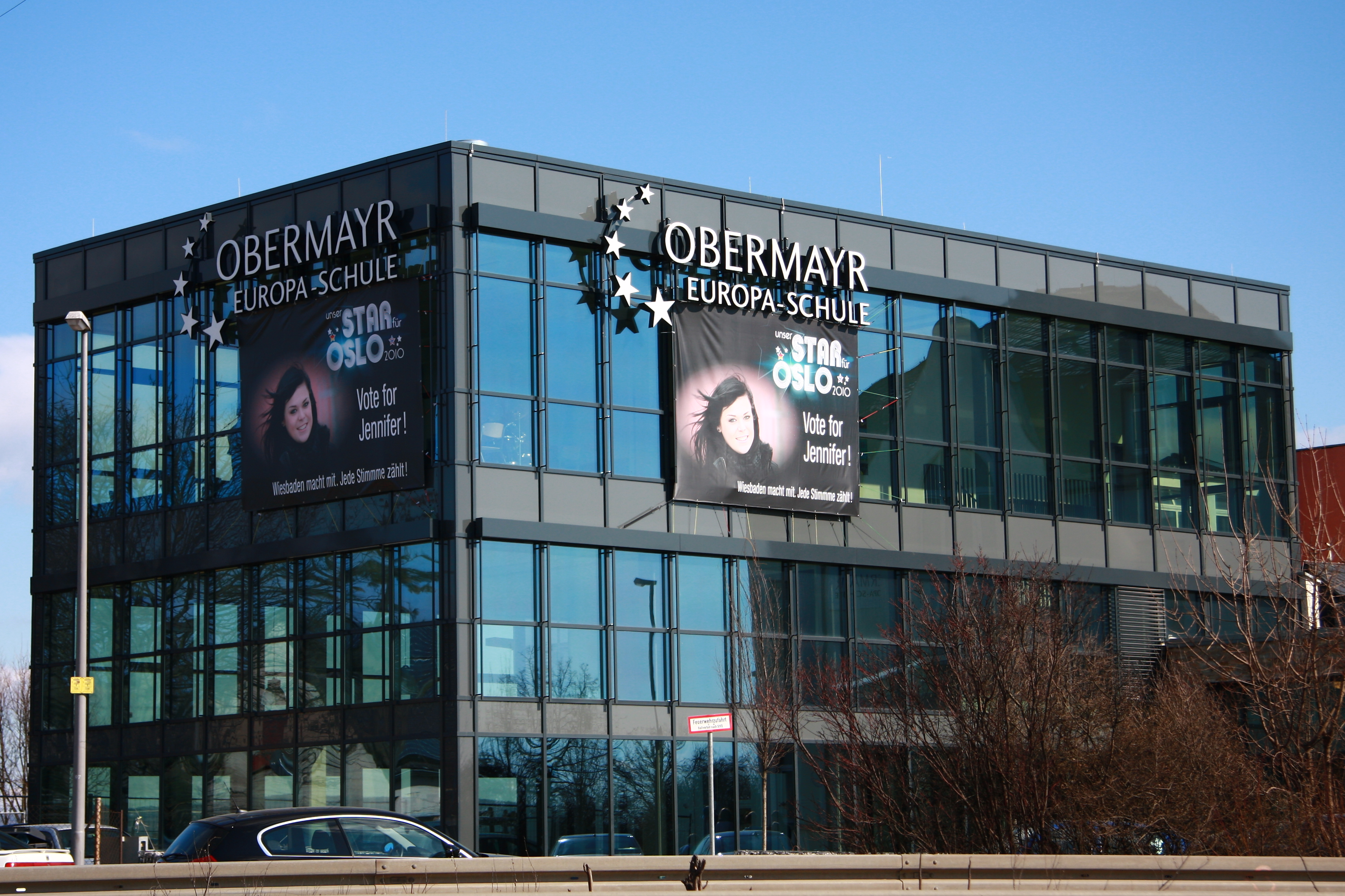
Fan-Transparent an Brauns Schule in Wiesbaden

Im Jahr 2010 bewarb sie sich für die unter dem Titel Unser Star für Oslo als achtteilige Castingshow von der ARD und ProSieben ausgerichtete deutsche Vorentscheidung für den Eurovision Song Contest 2010 unter der Leitung von Stefan Raab und brachte es Anfang Februar 2010 unter die zwanzig Kandidaten für die Fernsehshows. Sie überstand fünf Ausscheidungsrunden und kam unter die letzten vier Teilnehmer des Halbfinales. Dort setzte sich Braun, die von den Juroren für ihre kräftige Stimme und sicheren Auftritte gelobt wurde, mit der Interpretation des Rockhits Heavy Cross von Gossip und der Ballade Hurt von Christina Aguilera überraschend gegen den für den Finaleinzug favorisierten Christian Durstewitz durch und erreichte zusammen mit Lena Meyer-Landrut das Finale. Dort scheiterte sie an ihrer Mitfinalistin, die schon seit der ersten Sendung sowohl in den Onlineumfragen der Hörfunkanstalten als auch in den Medien als Favoritin gegolten hatte.

### Auftritte in der Show
| Show                                 | Lied              | Originalinterpret      |
| ------------------------------------ | ----------------- | ---------------------- |
| 2. Ausscheidungsshow                 | I’m Outta Love    | Anastacia              |
| 3. Ausscheidungsshow                 | Like the Way I Do | Melissa Etheridge      |
| 4. Ausscheidungsshow                 | I’m with You      | Avril Lavigne          |
| 5. Ausscheidungsshow                 | Ain’t Nobody      | Chaka Khan             |
| 6. Ausscheidungsshow (Viertelfinale) | Soulmate          | Natasha Bedingfield    |
| 6. Ausscheidungsshow (Viertelfinale) | Nobody’s Wife     | Anouk                  |
| 7. Ausscheidungsshow (Halbfinale)    | Heavy Cross       | Gossip                 |
| 7. Ausscheidungsshow (Halbfinale)    | Hurt              | Christina Aguilera     |
| 8. Ausscheidungsshow (Finale)        | Bee               | zuvor unveröffentlicht |
| 8. Ausscheidungsshow (Finale)        | Satellite         | zuvor unveröffentlicht |
| 8. Ausscheidungsshow (Finale)        | I Care for You    | zuvor unveröffentlicht |

I Care for You wurde speziell für Brauns Finalauftritt von Martin Fliegenschmidt, Claudio Pagonis und Max Mutzke geschrieben. Die Titel Bee und Satellite dagegen wurden bereits vorab aus 300 Kompositionen für die Finalshow ausgewählt und dort auch von Brauns Mitbewerberin Lena Meyer-Landrut interpretiert.

### Karriere nach dem Wettbewerb
I Care for You erreichte in der Woche nach dem Finale von Unser Star für Oslo Platz zehn in der deutschen Hitparade. In Österreich erreichte das Lied ebenfalls eine Chartplatzierung. Die Interpretationen der anderen Finalsongs Bee und Satellite schafften es in die Top 40 in Deutschland. Am 24. Mai 2010 hatte sie mit ihrer Gruppe Rewind einen Auftritt in der Pfingstausgabe des ZDF-Fernsehgartens. Im November 2010 sang sie den Titelsong QuerWELTein für die ARD Radionacht.
Im Rahmen der Nachhaltigkeitsstrategie Hessen veröffentlichte Braun im Juni 2011 den Song Jetzt und für immer als kostenlosen Download.
Im Juli 2011 absolvierte Braun auf allen 14 Etappen der am 3. Juli startenden SachsenSommerRadTour Auftritte. Hierbei gab es erstmals Brauns zweite Singleveröffentlichung Over Being Over, die bereits während eines Auftrittes in Wiesbaden vorgestellt worden war, zu erwerben. Auf der 2-Track-Single ist auch der Song Not Quite There Yet, die englischsprachige Version von Jetzt und für immer, enthalten. Im Handel erschien die Single nicht.
Seitdem Jennifer Braun die Schule im Jahr 2012 mit der Hochschulreife verlassen hat, ist sie nebenberuflich als kaufmännische Fachangestellte tätig. Im Jahr 2012 hat sie über 40 Konzerte gegeben und sich dem Musikerkollektiv Die Dicken Kinder angeschlossen.
Im Dezember 2012 beteiligte sich Braun an dem Benefiz-Projekt A New Day. Der gleichnamige Song, den sie mit weiteren ehemaligen Teilnehmern verschiedener Castingshows wie Daniel Schuhmacher, Lisa Bund oder Leo Rojas aufnahm, erschien als Download und Maxi-CD. Die Erlöse gehen an den Katastrophenfonds der Aktion Deutschland Hilft.
Schon kurz nach ihrer Teilnahme an Unser Star für Oslo begann sie mit dem Produzenten Peter Ries ein Album aufzunehmen. Im Jahr 2013 nahm Braun die Arbeit daran unter neuen Bedingungen wieder auf. Realisiert wurde das Album schlussendlich nicht.
Seit 2015 ist Jennifer Braun als Moderatorin tätig. Sie führt durch die Reihe My Race Hub und begleitet dabei das Rennsportteam von Mercedes-Benz an die Stationen der Deutschen Tourenwagen-Masters.
2024 war Braun Teilnehmerin der Sendung Das Duell - Zwischen Tüll und Tränen, in der sie ein Brautkleid suchte.

## Diskografie
Singles

| Jahr | Titel            | Höchstplatzierung, Gesamtwochen, AuszeichnungChartplatzierungen (Jahr, Titel, Platzierungen, Wochen, Auszeichnungen, Anmerkungen) | Höchstplatzierung, Gesamtwochen, AuszeichnungChartplatzierungen (Jahr, Titel, Platzierungen, Wochen, Auszeichnungen, Anmerkungen) | Anmerkungen                         |
| Jahr | Titel            | DE | AT | Anmerkungen                         |
| ---- | ---------------- | --- | --- | ----------------------------------- |
| 2010 | I Care for You – | DE10 (10 Wo.)DE | AT68 (1 Wo.)AT | Erstveröffentlichung: 13. März 2010 |
| 2010 | Bee –            | DE21 (3 Wo.)DE | — | Erstveröffentlichung: 13. März 2010 |
| 2010 | Satellite –      | DE32 (2 Wo.)DE | — | Erstveröffentlichung: 13. März 2010 |

Weitere Singles
- 2011: Jetzt und für immer (kostenloser Download)
- 2011: Over Being Over
- 2013: Weil (kostenloser Download)[19]